# Bernat de So

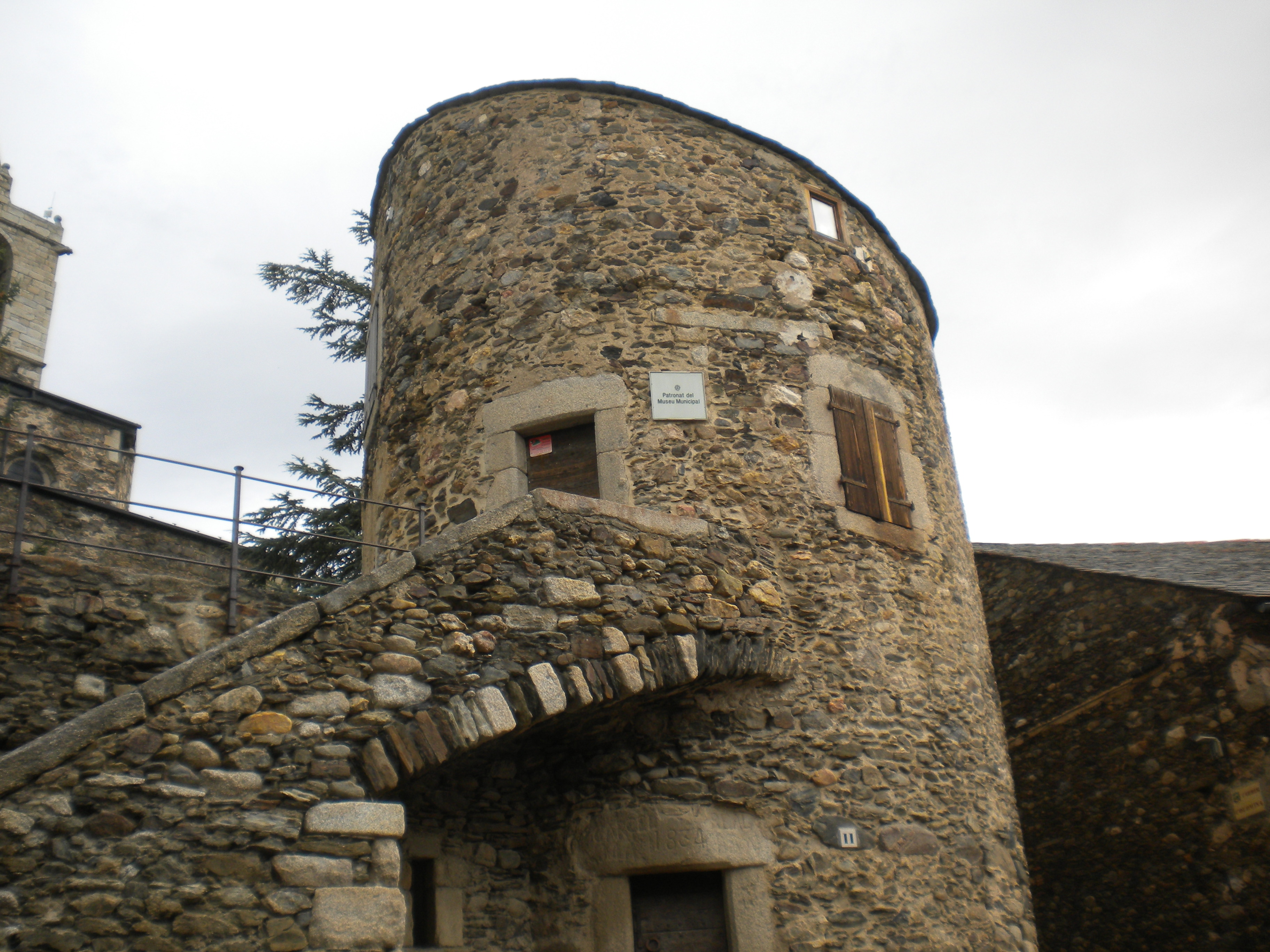
Torre de Bernat de So a Llívia (Cerdanya) que va ser propietat del vescomte d'Évol.

Bernat de So   (Conflent, 1341 - c. 1385) i de Vilaragut. Vescomte d'Évol i senyor de Millars (Rosselló), poeta de la Catalunya Nord.

## Biografia
Fill del segon vescomte d'Èvol, Joan de So, i d'Elisabet de Vilaragut i de Mallorca.
Com el poeta Jaume March II lluità en la guerra contra Castella (1356-1369), coneguda com la guerra dels dos Peres. El 1363 formà part d'una companyia de nobles catalans, quan al costat de personatges com el vescomte de Rocabertí, o Arnau d'Erill, fou enviada a socórrer Aragó, on es trobava el rei intentant contenir l'atac de Pere el Cruel de Castella, i que va ser desviada després cap a València.
Fou senescal de Catalunya i majordom de Pere el Cerimoniós, i el 1373 fou tramès a Carcassona per tal de tractar amb el duc d'Anjou sobre el problema mallorquí (expedició contra Jaume III de Mallorca).
Fruí d'un cert prestigi literari, puix que Joan de Castellnou l'esmenta elogiosament en un sirventès compost entre el 1339 i el 1343, i prengué part en un cicle de poesies —avui perdut— en què intervingué el futur Joan I el 1374.

## Obra
L'única obra conservada i estudiada de Bernat de So és "Vesió en somni", on hi ha comentaris sobre la política europea del segle xiv, on els reis i el papa hi apareixen caracteritzats com en un mapa simbòlic de la política internacional de l'època.
L'obra és un poema en 1.330 hexasíl·labs apariats, escrit entre l'agost del 1381 i l'octubre del 1382. Hi explica una visió al·legòrica en la qual apareixen catorze senyors, que són l'emperador i tretze reis contemporanis europeus, els quals es troben tots en guerra. Tot i l'abús d'al·lusions esotèriques, presenta un gran interès per l'actitud política de l'autor (es manifesta pacifista i hi insereix subtils al·lusions polítiques, on revela la seva experiència com a diplomàtic) i per la interpretació que fa del moment històric. Les descripcions dels escuts dels monarques són una de les més antigues mostres del lèxic heràldic català.
El lingüista Pere Bohigas, en la seva anàlisi lingüística de l'obra de Bernat de So, conclou que aquesta és una obra molt aprovençalada: "Comparant-la amb els poemes de Jacme i Pere March, la morfologia de les seves respectives obres mostren un marcat predomini per les formes provençals de l'article, dels adjectius demostratius i de les formes de present, perfet i futur indicatius. En els mots invariables les formes provençals, bastant abundoses, es barregen amb les catalanes. Quant a la declinació, la mateixa anarquia regna en les obres dels March que en la -Vesió- de Bernat de So."